# 찰리 브룩스
찰리 브룩스(영어: Charlie Brooks, 1981년 5월 3일 ~ )는 잉글랜드의 배우이다.